# Al Gay
Albert Gay, geboren als Albert Goldstein (25 februari 1928 - 12 oktober 2013) was een Britse tenorsaxofonist in de jazz.
Gay speelde met de Jive Bombers , daarna, vanaf 1953, werkte hij met Freddy Randall. Gay was in zijn loopbaan in verschillende bezettingen van Randall's groep actief. In het begin van de jaren 60 speelde hij bij Bob Wallis' Storyville Jazzmen, vervolgens sloot hij zich aan bij Alex Welsh.
Met de tenoristen Dick Morrissey en Stan Robinson, baritonsaxofonist Paul Carroll en de trompettisten Ian Carr, Kenny Wheeler en Greg Brown maakte hij deel uit van The Animals' Big Band dat eenmalig optrad tijdens het 5th Annual British Jazz & Blues Festival in Richmond, op 5 augustus 1965.
In 1978 speelde hij met de World's Greatest Jazz Band. Gay had zijn eigen bands, maar speelde ook in groepen van Digby Fairweather, Laurie Chescoe en Ron Russell. Ook speelde hij bij de Pizza Express All Stars.
- Library of Congress Control Number: no2008110462
- MusicBrainz: b6aa7009-b059-4969-a686-c9c6a6aa6075
- Virtual International Authority File: 49045145
- WorldCat: E39PBJfMpbjcqhRd4q9Ck8yw4q